# These Are the Blues
These Are the Blues è il trentesimo album della cantante jazz Ella Fitzgerald, pubblicato dalla Verve Records nel 1963.

## Tracce
Lato A
1. Jailhouse Blues (Bessie Smith, Clarence Williams) – 5:25
2. In the Evening (When the Sun Goes Down) (Leroy Carr, Don Raye) – 4:27
3. See See Rider (Ma Rainey) – 2:39
4. You Don't Know My Mind (Gray, Virginia Liston, Williams) – 4:49
5. Trouble in Mind (Richard M. Jones) – 3:31

Lato B
1. How Long, How Long Blues (Carr) – 3:57
2. Cherry Red (Pete Johnson, Big Joe Turner) – 4:09
3. Downhearted Blues (Lovie Austin, Alberta Hunter) – 3:08
4. St. Louis Blues (W. C. Handy) – 6:28
5. Hear Me Talkin' to Ya (Louis Armstrong) – 3:01